# 1916 en santé et médecine
| Années de la santé et de la médecine : 1913 - 1914 - 1915 - 1916 - 1917 - 1918 - 1919    |
| Décennies de la santé et de la médecine : 1880 - 1890 - 1900 - 1910 - 1920 - 1930 - 1940 |

Cet article présente les faits marquants de l'année 1916 en santé et médecine.

## Événements
- 24 février : au Godat, près de La Neuville-au-Pont, première attaque au chlore de l'armée française[1].
- 26 février : décret portant création, pour la durée de la guerre, d'un corps de chirurgiens-dentistes de l'armée de terre[2].
- 1er mars : décret instituant l'emploi de « chirurgien-dentiste de la Marine », assimilé à celui de médecin auxiliaire[2].
- 12 avril (8 joumada al-thani 1334) : au Maroc, dahir réglementant l'exercice de l'ensemble des professions médicales[3].
- 1er juin : les médecins américains Delafield Du Bois et Eugene Du Bois publient une formule, encore employée en 2015, pour calculer la surface corporelle à partir de la taille et du poids[4].
- 12 juillet : loi française portant interdiction du commerce et de l'usage des stupéfiants[5],[6].
- 9-13 novembre : le congrès dentaire interallié se tient à Paris, principalement consacré aux fractures des maxillaires[2].
- 14-18 novembre : visites, organisées pour les congressistes, des services s'occupant de prothèses et de restaurations maxillo-faciales[2].

## Publication
- Février : Parution du premier numéro du Journal of Immunology[7].

## Naissances
- 10 janvier : Sune Bergström (mort en 2004), biochimiste suédois, lauréat du prix Nobel de médecine en 1982.
- 13 janvier : Marie-Andrée Lagroua Weill-Hallé (morte en 1994), gynécologue française, promotrice de l'accès à la contraception et du contrôle des naissances.
- 23 mars : Nguyen Tuong Bach (mort en 2013), médecin, écrivain et homme politique vietnamien[8].
- 16 mai : Robert-César Moreau (mort en 2000), pharmacologue français, professeur de pharmacie chimique[9].
- 4 juin : Robert Furchgott (mort en 2009), biochimiste et pharmacologue américain, lauréat du prix Nobel de médecine en 1998.
- 8 juin : Francis Crick (mort en 2004), biologiste britannique, lauréat, avec Maurice Wilkins, du prix Nobel de médecine en 1962 pour la découverte de la structure en double hélice de l'ADN.
- 10 octobre : Charles Coury (mort en 1973), médecin français, spécialiste de l'exploration du médiastin et de l'hippocratisme digital, historien de la médecine[10].
- 19 octobre : Jean Dausset (mort en 2009), immunologiste français, lauréat du prix Nobel de médecine en 1980.
- 15 décembre : Maurice Wilkins (mort en 2004), physicien britannique d'origine néo-zélandaise, lauréat, avec Francis Crick, du prix Nobel de médecine en 1962 pour la découverte de la structure en double hélice de l'ADN.
- 20 décembre : Gabriel Richet (mort en 2014), néphrologue français.

## Décès
- 1er janvier : Isaac Ott (né en 1847), médecin américain[11].
- 6 janvier : Rodolphe Engel  (né en 1850), médecin et chimiste français[12].
- 11 janvier : Guido Baccelli (né en 1830), médecin et homme politique italien.
- 20 janvier : Édouard Heckel  (né en 1843), médecin et botaniste français.
- 12 février : Pietro Grocco (né en 1856), médecin italien.
- 19 février : Ernst Mach (né en 1838), physicien et philosophe autrichien dont certaines idées se fondent sur la physiologie et la psychologie des perceptions sensorielles.
- 20 mars : Mary Murdoch (née en 1864), médecin et suffragiste écossaise.
- 26 mars : Théodore Guilloz (né en 1868), pharmacien et médecin français, pionnier de la radiologie[13].
- 24 avril : Émile Jungfleisch (né en 1839), chimiste et pharmacologue français.
- 6 juin : James Kent (né en 1849), homéopathe américain.
- 15 juillet : Élie Metchnikoff (né en 1845), zoologiste et bactériologiste russe, naturalisé français.
- 16 juillet : Alexandre Elzéar Layet (né en 1840), médecin principal de la Marine française[14].
- 27 septembre : Valentin Magnan (né en 1835), psychiatre français.
- 10 novembre : Alfred Naquet (né en 1834), médecin, chimiste et homme politique français.
- 21 novembre : Eugène Doyen (né en 1859), chirurgien français[15].

Date à préciser
- Isidore Louveau (né en 1852), médecin français, impliqué dans l'affaire des fiches[16],[17].